# Agatha Christie no meitantei Poirot to Marple
Agatha Christie no meitantei Poirot to Marple (アガサ・クリスティーの名探偵ポワロとマープル?) è una serie anime in 39 episodi diretta da Naohito Takahashi e prodotta dallo studio di animazione Oriental Light and Magic. La serie, direttamente ispirata ai racconti e ai romanzi di Agatha Christie è stata trasmessa a partire dal 4 luglio 2004 sul network giapponese NHK.

## Adattamento
La serie TV è un adattamento generalmente fedele delle storie originali di Agatha Christie nonostante i vincoli di tempo (tipicamente, uno o due episodi di 25 minuti dedicati alla trasposizione di un breve racconto, quattro episodi per un romanzo). Pur essendo un moderno adattamento giapponese, le località originali e l'epoca in cui la storia è ambientata vengono mantenute. Il cambiamento più evidente della storia è l'inserimento del personaggio di Mabel West, anche se la maggior parte delle sue battute sono prese da quelle di vari personaggi presenti nelle storie originali, non alterando quindi la trama in misura sostanziale.

## Personaggi
- Hercule Poirot: doppiato da Satomi Kōtarō
- Jane Marple: doppiata da Kaoru Yachigusa
- Mabel West: doppiata da Fumiko Orikasa
- Miss Lemon: doppiata da Atsuko Tanaka
- Hastings: doppiato da Hirofumi Nojima
- Oliver: doppiato da Masako Jou
- Inspector Sharpe: doppiato da Yuusaku Yara

## Colonna sonora
Tema di apertura
- Lucky Girl ni Hanataba wo di Tatsuro Yamashita

Tema di chiusura
- Wasurenaide di Tatsuro Yamashita

## Episodi
Elenco degli episodi con indicazione dei romanzi o dei racconti di Agatha Christie da cui sono tratti.
| Nº                                                                           | Giapponese 「Kanji」 - Rōmaji                                                                                          | In onda           | In onda |
| Nº                                                                           | Giapponese 「Kanji」 - Rōmaji                                                                                          | Giapponese        |         |
| Il furto di gioielli al Grand Metropolitan (1924)                            | |                   |         |
| 1                                                                            | 「グランド·メトロポリタンの宝石盗難事件」 - Gurando-Metoroporitan no Hōseki Tōnan Jiken                                | 4 luglio 2004     |         |
| Un appartamento a buon mercato (1924)                                        | |                   |         |
| 2                                                                            | 「安マンションの謎」 - Yasu Manshon no Nazo                                                                            | 18 luglio 2004    |         |
| Uno scherzo arguto (Tre topolini ciechi e altre storie) (1950)               | |                   |         |
| 3                                                                            | 「風変わりな遺言」 - Fūgawari na Yuigon                                                                                | 25 luglio 2004    |         |
| Il caso della domestica perfetta (Tre topolini ciechi e altre storie) (1950) | |                   |         |
| 4                                                                            | 「申し分のないメイド」 - Mōshibun no nai Meido                                                                         | 1º agosto 2004    |         |
| La serie infernale (1936)                                                    | |                   |         |
| 5                                                                            | 「ABC殺人事件,(その1)ポワロへの挑戦状」 - Ēbīshī Satsujin Jiken (sono ichi) Powaro e no Chōsenjō                       | 8 agosto 2004     |         |
| 6                                                                            | 「ABC殺人事件,(その2)Bの街で、Bの名の人が」 - Ēbīshī Satsujin Jiken (sono ni) Bī no Machi de, Bī no Na no Hito ga      | 15 agosto 2004    |         |
| 7                                                                            | 「ABC殺人事件,(その3)犯人あらわる」 - Ēbīshī Satsujin Jiken (sono san) Hannin Arawaru                                  | 22 agosto 2004    |         |
| 8                                                                            | 「ABC殺人事件,(その4)ポワロ、謎を解く」 - Ēbīshī Satsujin Jiken (sono yon) Powaro, Nazo o Toku                         | 29 agosto 2004    |         |
| Il rapimento del Primo Ministro (Poirot indaga) (1924)                       | |                   |         |
| 9                                                                            | 「総理大臣の失踪,(前編)ドーバー海峡の追跡」 - Sōridaijin no Shissō (zenpen) Dōbā-kaikyō no Tsuiseki                    | 5 settembre 2004  |         |
| 10                                                                           | 「総理大臣の失踪,(後編)真実はイギリスに」 - Sōridaijin no Shissō (kōhen) Shinjitsu wa Igirisu ni                       | 12 settembre 2004 |         |
| La maledizione della tomba egizia (Poirot indaga) (1924)                     | |                   |         |
| 11                                                                           | 「エジプト墳墓の謎,(前編)古代からの挑戦状」 - Ejiputo-funbo no Nazo (zenpen) Kodai kara no Chōsenjō                    | 19 settembre 2004 |         |
| 12                                                                           | 「エジプト墳墓の謎,(後編)メンハーラ王の呪い」 - Ejiputo-funbo no Nazo (kōhen) Menhāra-Ō no Noroi                       | 26 settembre 2004 |         |
| Omicidio su misura (Tre topolini ciechi e altre storie) (1950)               | |                   |         |
| 13                                                                           | 「巻尺殺人事件」 - Makijaku Satsujin Jiken                                                                             | 3 ottobre 2004    |         |
| Lingotti d'oro (Miss Marple e i tredici problemi) (1932)                     | |                   |         |
| 14                                                                           | 「金塊事件」 - Kinkai Jiken                                                                                            | 10 ottobre 2004   |         |
| Il geranio azzurro (Miss Marple e i tredici problemi) (1932)                 | |                   |         |
| 15                                                                           | 「青いゼラニウム」 - Aoi Zeraniumu                                                                                     | 17 ottobre 2004   |         |
| Il pericolo senza nome (1932)                                                | |                   |         |
| 16                                                                           | 「エンド·ハウス怪事件,(その1)パーティーの夜に」 - Endo Hausu Kai Jiken (sono ichi) Pātī no Yoru ni                     | 14 novembre 2004  |         |
| 17                                                                           | 「エンド·ハウス怪事件,(その2)秘められた恋」 - Endo Hausu Kai Jiken (sono ni) Himerareta Koi                            | 21 novembre 2004  |         |
| 18                                                                           | 「エンド·ハウス怪事件,(その3)完璧な証拠」 - Endo Hausu Kai Jiken (sono san) Kanpeki na Shōko                           | 28 novembre 2004  |         |
| Il caso del dolce di Natale (1960)                                           | |                   |         |
| 19                                                                           | 「クリスマスプディングの冒険,(前編)プリンスからの依頼」 - Kurisumasu Pudingu no Bōken (zenpen) Purinsu kara no Irai    | 5 dicembre 2004   |         |
| 20                                                                           | 「クリスマスプディングの冒険,(後編)王家に伝わるルビー」 - Kurisumasu Pudingu no Bōken (kōhen) Ōke ni Tsutawaru Rubī    | 12 dicembre 2004  |         |
| Istantanea di un delitto (1957)                                              | |                   |         |
| 21                                                                           | 「パディントン発4時50分,(その1)殺人者の乗る列車」 - Padinton Hatsu Yonjigojūbun (sono ichi) Satsujinsha no Noru Ressha | 9 gennaio 2005    |         |
| 22                                                                           | 「パディントン発4時50分,(その2)忍び寄る影」 - Padinton Hatsu Yonjigojūbun (sono ni) Shinobiyoru Kage                   | 16 gennaio 2005   |         |
| 23                                                                           | 「パディントン発4時50分,(その3)シンプルな動機」 - Padinton Hatsu Yonjigojūbun (sono san) Shinpuru na Dōki              | 23 gennaio 2005   |         |
| 24                                                                           | 「パディントン発4時50分,(その4)マープル対犯人」 - Padinton Hatsu Yonjigojūbun (sono yon) Māpuru tai Hannin             | 30 gennaio 2005   |         |
| L'espresso per Plymouth (I primi casi di Poirot) (1974)                      | |                   |         |
| 25                                                                           | 「プリマス行き急行列車,(前編)客室内の死体」 - Purimasu-yuki Kyūkō-ressha (zenpen) Kyakushitsunai no Shitai             | 6 febbraio 2005   |         |
| 26                                                                           | 「プリマス行き急行列車,(後編)ブルーのワンピース」 - Purimasu yuki Kyūkō-ressha (kōhen) Burū no Wanpīsu                 | 13 febbraio 2005  |         |
| Movente contro occasione (Miss Marple e i tredici problemi) (1932)           | |                   |         |
| 27                                                                           | 「動機と機会」 - Dōki to Kikai                                                                                         | 20 febbraio 2005  |         |
| L'avventura della cuoca di Clapham (I primi casi di Poirot) (1974)           | |                   |         |
| 28                                                                           | 「消えた料理人,(前編)強引な依頼」 - Kieta Ryōrinin (zenpen) Gōin na Irai                                               | 27 febbraio 2005  |         |
| 29                                                                           | 「消えた料理人,(後編)トランクの秘密」 - Kieta Ryōrinin (kōhen) Toranku no Himitsu                                      | 6 marzo 2005      |         |
| Addio Miss Marple (1976)                                                     | |                   |         |
| 30                                                                           | 「スリーピング·マーダー,(その1)眠れる殺人事件」 - Surīpingu Mādā (sono ichi) Nemureru Satsujin Jiken                   | 13 marzo 2005     |         |
| 31                                                                           | 「スリーピング·マーダー,(その2)記憶の扉」 - Surīpingu Mādā (sono ni) Kioku no Tobira                                   | 20 marzo 2005     |         |
| 32                                                                           | 「スリーピング·マーダー,(その3)ヘレンの恋」 - Surīpingu Mādā (sono san) Heren no Koi                                   | 27 marzo 2005     |         |
| 33                                                                           | 「スリーピング·マーダー,(その4)迫り来る魔の手」 - Surīpingu Mādā (sono yon) Semarikuru Ma no Te                        | 3 aprile 2005     |         |
| La torta di more (Tre topolini ciechi e altre storie) (1950)                 | |                   |         |
| 34                                                                           | 「二十四羽の黒つぐみ」 - Nijūyon-wa no Kuro-Tsugumi                                                                    | 10 aprile 2005    |         |
| La sparizione del signor Davenheim (Poirot indaga) (1924)                    | |                   |         |
| 35                                                                           | 「ダブンハイム失踪事件」 - Dabunhaimu Shissō Jiken                                                                     | 17 aprile 2005    |         |
| Delitto in cielo (1935)                                                      | |                   |         |
| 36                                                                           | 「雲の中の死,(その1)空飛ぶ密室」 - Kumo no Naka no Shi (sono ichi) Sora Tobu Misshitsu                                 | 24 aprile 2005    |         |
| 37                                                                           | 「雲の中の死,(その2)パリのマダムジゼル」 - Kumo no Naka no Shi (sono ni) Pari no Madamu Jizeru                         | 1º maggio 2005    |         |
| 38                                                                           | 「雲の中の死,(その3)ホーバリ夫人への脅迫」 - Kumo no Naka no Shi (sono san) Hōbari-fujin e no Kyōhaku                  | 8 maggio 2005     |         |
| 39                                                                           | 「雲の中の死,(その4)莫大な遺産の相続人」 - Kumo no Naka no Shi (sono yon) Bakudai na Isan no Sōzokunin                 | 15 maggio 2005    |         |